# Estadio Dasarath Rangasala
El Estadio Dasarath Rangasala o Estadio Nacional de Nepal es un estadio multiusos ubicado en Katmandú en Nepal y se usa principalmente para la práctica del fútbol y de atletismo. El estadio inaugurado en 1956 tiene una capacidad para 25.000 personas siendo el más grande del país.
El estadio es utilizado principalmente para los juegos de la Selección de fútbol de Nepal y para partidos de la Liga de fútbol local. Fue sede de la Copa Desafío de la AFC 2012.
Aparte de los deportes, numerosos festivales culturales y eventos musicales han tenido lugar en el recinto, donde destaca la presentación del cantante canadiense Bryan Adams, el concierto se llevó a cabo en 2011 siendo el primer concierto de rock con un icono mundial de la música en Nepal.